# Ognjan Doinow

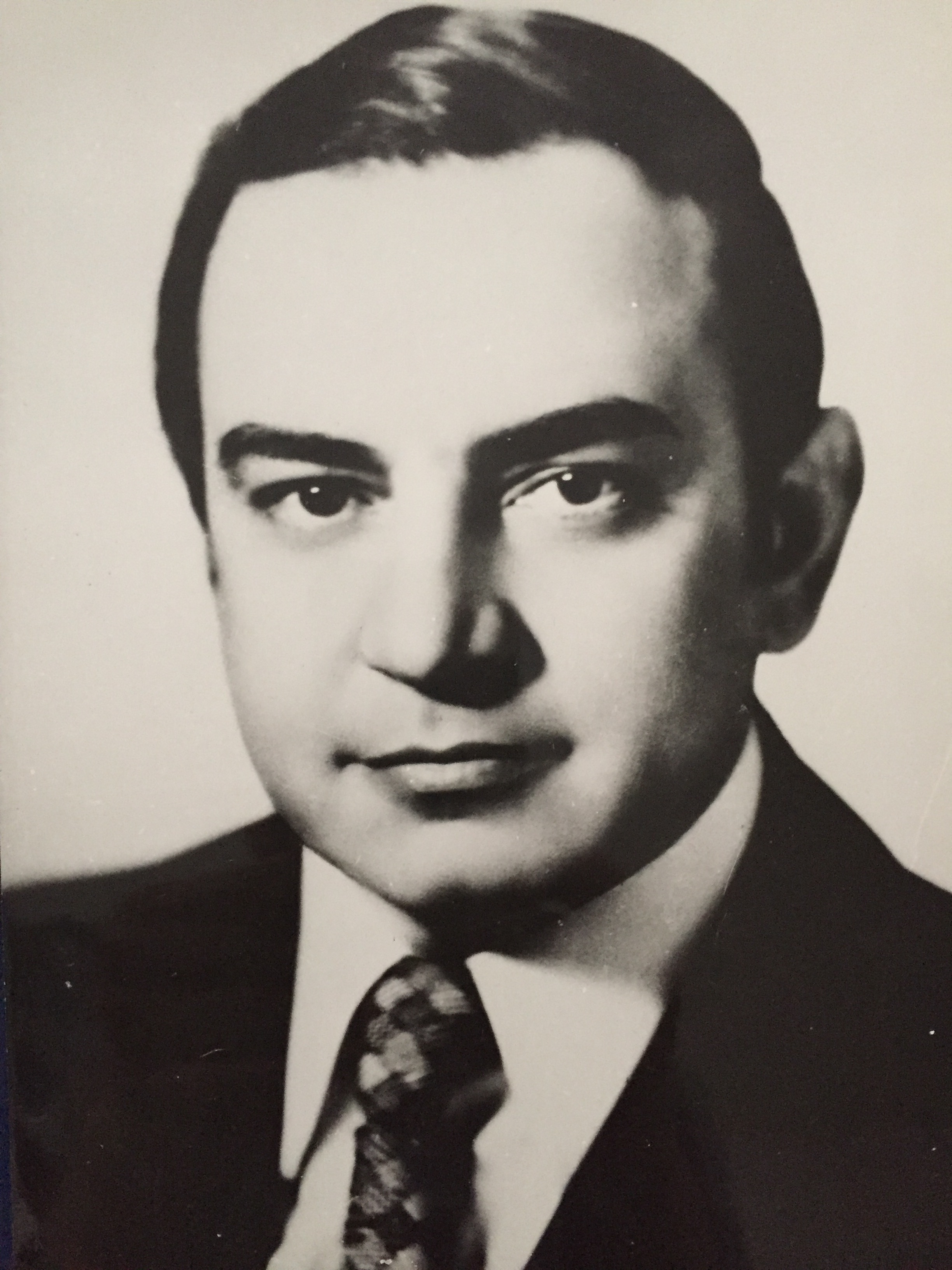
Ognjan Doinow

Ognjan Nakow Doinow (bulgarisch Огнян Наков Дойнов; * 15. Oktober 1935 in Bow; † 13. Februar 2000 in Wien) war ein bulgarischer Politiker.

## Leben
Doinow hatte eine Ausbildung zum Ingenieur absolviert und war Mitglied der Bulgarischen Kommunistischen Partei. Von 1974 bis 1976 war er stellvertretender Vorsitzender des bulgarischen Ministerrats. Ab 1976 war er Mitglied des Zentralkomitees, des Politbüros des Zentralkomitees und Sekretär des Zentralkomitees der Partei.
In den 1980er Jahren war er stellvertretender Vorsitzender des Ministerrats und darüber hinaus auch Vorsitzender des Wirtschaftsrates beim Ministerrat Bulgariens. Er unterzeichnete für Bulgarien 1986 einen Vertrag mit der Bundesrepublik Deutschland über die Förderung und den Schutz von Kapitalanlagen.

## Werke
- Die Assoziationen – ein Schritt zur Liberalisierung der Leitung, 1988